# イーライ・クレイグ
イーライ・クレイグ（Eli Craig、1972年5月25日 - ）は、アメリカ合衆国の映画監督、脚本家。

## 作品
- タッカーとデイル 史上最悪にツイてないヤツら Tucker and Dale vs Evil (2010) - 監督・脚本
- リトルデビル Little Evil (2017) - 監督・脚本